# Ny Østpreussen
Ny Østpreussen (tysk: Neuostpreußen; polsk: Prusy Nowowschodnie; litauisk: Naujieji Rytprūsiai) var en provins i Kongeriget Preussen fra 1795 til 1807. Det blev skabt ud af territorium annekteret i den tredje deling af den polsk-litauiske realunion og omfattede dele af Masovien, Podlaskie, Trakai og Žemaitija. I 1806 havde det 914.610 indbyggere med et areal på mindre end 55.000 km2, hovedsageligt polakker, litauere, jøder og hviderussere.

## Geografi
Ny Østpreussen bestod af territorium mellem Østpreussen og floderne Vistula, Bug og Neman.

## Freden i Tilsit 1807
Efter Napoleon Bonapartes sejr i krigen mod den fjerde koalition og oprøret i Storpolen i 1806 blev provinsen Ny Østpreussen afstået i henhold til Tilsit-traktaterne fra 1807:
- Området omkring Białystok blev afstået til det russiske imperium og blev til Belostok oblast.
- Płock-området og resten af Białystok-området ( Łomża-området ) blev en del af hertugdømmet Warszawa, en fransk satellitstat.

## Administrativ inddeling
Ny Østpreussen blev opdelt i Kammerdepartementer af Bialystok og Płock som blev delt i følgende Kreise (distrikter):
- Białystok afdeling
  - Bialystok
  - Bielsk
  - Bobrz
  - Dombrowa
  - Drohiczyn
  - Kalwary
  - Lomza
  - Mariampol
  - Surasz
  - Wygry
- Plock afdeling
  - Lipno
  - Malawa
  - Ostrolenka
  - Plozk
  - Przasnik
  - Pultusk
  - Wyszogrod